# Trachybazalt

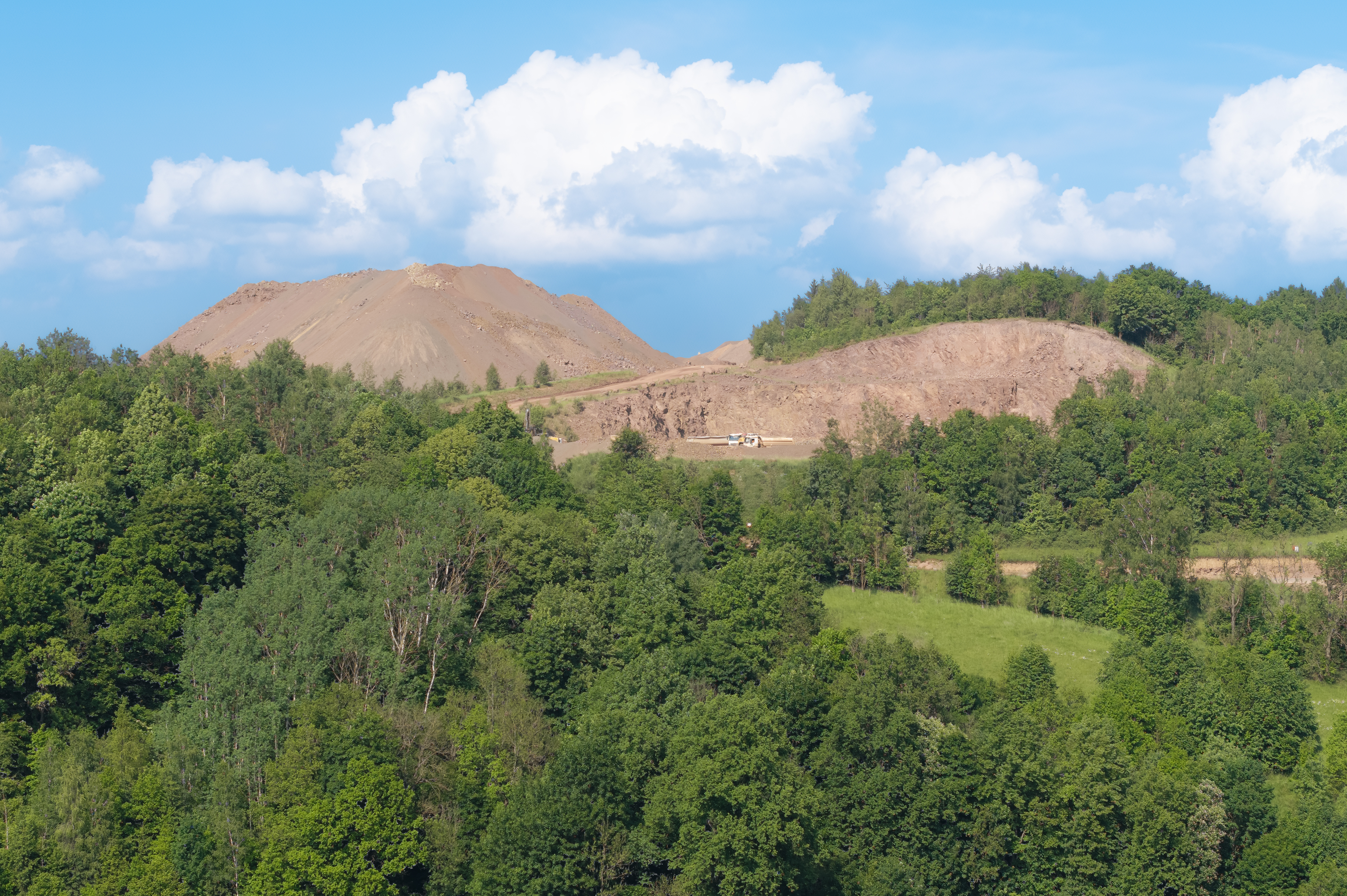
Kamieniołom trachybazaltów w Tłumaczowie

Trachybazalt – skała lita pochodzenia wulkanicznego – wylewna (skała magmowa) o strukturze bardzo drobnoziarnistej lub afanitowej, czasem porfirowej, i barwie czarnej, szarej lub zielonej. W drobnoziarnistej masie skalnej często widoczne są małe kryształy lub większe skupienia oliwinyu (bomby oliwinowe). Skała pośrednia między latytem a bazaltem, często traktowany jako odmiana bazaltu. Na diagramie klasyfikacyjnym QAPF trachybazalt zajmuje wraz z latytem i andezytem pola 8 1 9. Głębinowym odpowiednikiem bazaltu jest monzonit i monzogabro.

## Skład mineralny
Głównymi składnikami bazaltu są: plagioklazy (labrador-bytownit) i pirokseny (augit, hipersten, enstatyt, bronzyt), ponadto występują: amfibole (hornblenda, kaersutyt), melilit, biotyt, mogą występować: kwarc, trydymit lub krystobalit, oliwiny, szkliwo a także akcesoryczne: magnetyt, ulvospinel, ilmenit, rzadziej hematyt, piryt i grafit, czasami apatyt. Zawartość kwarcu może dochodzić do 5%. Zasadniczo nie występują skaleniowce.
W trachybazaltach często występują ksenolity innych skał – porwaki skał z otoczenia, zagarnięte przez przedzierającą się ku powierzchni ziemi magmę lub pozostałości skał pierwotnych, z których nastąpiło wytopienie magmy.

## Skład chemiczny
Trachybazalty zawierają 45-52% SiO2 i 5-7,5% Na2O i K2O.

## Klasyfikacja i nazewnictwo

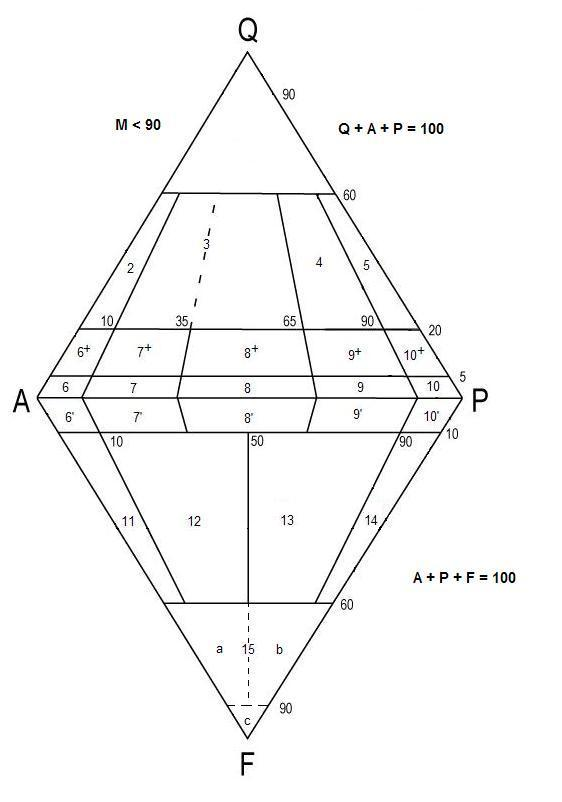
Na schemacie klasyfikacyjnym IUGS skał wulkanicznych trachybazalty zajmują pola 8 i 9

Trachybazalty mieszczą się w polu 8 i 9 diagramu QAPF skał wulkanicznych.
W klasyfikacji TAS trachybazalty zajmują pole S1. Dzielą się one na hawaity i potasowe trachybazalty.
- Pc – pikrobazalty
- B – bazalty
- O1 – bazaltowe andezyty
- O2 – andezyty
- O3 – dacyty
- R – ryolity alkaliczne i ryolity
- S1 – trachybazalty

Diagram TAS z symbolami pól wykazujących stopnie nasycenia krzemionką

- S2 – trachyandezyty (maugearyty i shoshonity)
- S3 – trachyandezyty (benmoreity i latyty)
- T – trachity alkaliczne, trachity
- U1 – bazanity i tefryty
- U2 – fonotefryty
- U3 – tefryfonolity
- Ph – fonolity
- F – foidyty

W potocznym użyciu trachybazalty określa się nazwą "bazalt", podobnie jak większość skał zasadowych i obojętnych (m.in. bazanity, trachyandezyty, trachity, tefryty, foidyty i in.), zwłaszcza w wypadku badań polowych, bez dokładnych badań chemicznych lub w przypadku wtórnych zmian. Również w przemyśle wydobywczym i budownictwie funkcjonuje nazwa bazalt w tym szerszym znaczeniu.

## Występowanie w Polsce
W Polsce trachybazalty występują przede wszystkim w południowej części kraju, na Śląsku (Sudety, Przedgórze Sudeckie, Śląsk Opolski – środkowoeuropejska prowincja bazaltowa), zostały stwierdzone także wierceniami w północno-wschodniej Polsce.

## Formy występowania
Jako produkt wulkanizmu, w krajobrazie często zaznaczają się formami charakterystycznymi dla terenów powulkanicznych. W największej skali są to wielkie pokrywy lawowe – pokłady powstałe z wylewów lawowych na powierzchni wielu tysięcy km². Bazalty tworzą wielkie pokrywy lawowe, tzw. trapy, powstałe w wyniku erupcji arealnych lub szczelinowych. Tworzą grzbiety oceaniczne. W średniej skali mogą być widoczne jako pokrywy lawowe (potoki lawowe), wulkany (góry wulkaniczne, wyspy wulkaniczne), stożkowe wzniesienia – fragmenty czopów wulkanicznych, neki, a w najmniejszej jako żyły, kominy wulkaniczne, sille, dajki.
Cechą charakterystyczną, podobnie jak bazaltów, jest oddzielność słupowa, powstała w wyniku kurczenia się zaskrzepłej lawy w czasie jej oziębiania.
Podczas wietrzenia trachybazalty zwykle jaśnieją i wypadają z nich prakryształy oraz ksenolity. Niektóre trachybazalty ulegają zgorzeli i rozpadają się na drobne kawałki.